# Yasemin Güveli
Yasemin Güveli (ur. 5 stycznia 1999 w Stambule) – turecka siatkarka, reprezentantka kraju, grająca na pozycji środkowej.

## Sukcesy klubowe
Puchar CEV:
- 2018, 2022[6]

Liga turecka:
- 2018, 2023[7], 2024[8]
- 2022[9]

Superpuchar Turcji:
- 2019, 2020[10]

Klubowe Mistrzostwa Świata:
- 2023[11]
- 2019
- 2022[12]

Liga Mistrzyń:
- 2023[13]

## Sukcesy reprezentacyjne
Mistrzostwa Europy Juniorek:
- 2016[14]

Igrzyska Śródziemnomorskie:
- 2018[15]

Liga Narodów:
- 2021[16]

Mistrzostwa Europy:
- 2021[17]

## Udział siatkarki w pozostałych międzynarodowych turniejach w reprezentacji Turcji
Mistrzostwa Europy Kadetek:
- 4. miejsce 2015[18]

Mistrzostwa Świata Kadetek:
- 4. miejsce 2015[19]

Mistrzostwa Świata Juniorek:
- 4. miejsce 2017[20]

Volley Masters Montreux:
- 5. miejsce 2019

Liga Narodów:
- 4. miejsce 2019[21]